# Linsells distrikt
Linsells distrikt är ett distrikt i Härjedalens kommun och Jämtlands län. Distriktet ligger omkring Linsell och Lofsdalen i mellersta Härjedalen.

## Tidigare administrativ tillhörighet
Distriktet inrättades 2016 och utgörs av Linsells socken i Härjedalens kommun.
Området motsvarar den omfattning Linsells församling hade 1999/2000.

## Tätorter och småorter
I Linsells distrikt finns två småorter men inga tätorter. 

### Småorter
- Linsell
- Lofsdalen